# Strachovská halda
Strachovská halda je kopec (přibližně 222 m n. m.) ležící nedaleko pravého břehu Vltavy mezi Veltrusy a Kralupy nad Vltavou (i když leží na katastrálním území obce Veltrusy, nazývá se podle blízkého Strachova, což je místní název v Kralupech nad Vltavou). Kopec vznikl uměle v 21. století jako skládka stavební suti, můžeme jej tak považovat za útvar nově zaváděného geologického období antropocénu.

## Popis
Kopec charakteru hřbetové až tabulové haldy má podobu nápadné, morfologicky výrazné stolové hory, vystupující přibližně 50 m nad okolní rovinatý terén. Úzká, téměř vodorovná vrcholová plošina ve tvaru trojúhelníka je protažená ve směru SZ-JV. Svahy jsou na všech stranách strmé a stupňovité, přerušené bývalou komunikací, po níž se na vrchol jezdilo nákladními auty se skládkovaným materiálem (viz historii). Ve stopě této komunikace vede na vrchol pěšina, která začíná na jihovýchodní straně úbočí a postupně obchází ve spirále po směru hodinových ručiček dokola celou horu. Z okrajů vrcholové plošiny je velmi dobrý výhled na Veltrusy, průmyslový areál (bývalý Kaučuk a Česká rafinérská), řeku Vltavu, Říp a část Českého středohoří. Svahy a vrcholová plošina jsou porostlé pouze ruderální vegetací s ojedinělými náletovými dřevinami. Místy jsou patrné drobné sesuvy svahů.

## Historie
Na místě kopce byla původně pískovna, přibližně 5 m hluboká jáma o rozloze 5,5 ha, v jejíž části vzniklo později jezírko, ve kterém žily ryby, obojživelníci i labutě. V roce 2008 začalo místo sloužit jako legální skládka stavební suti. Zejména mezi lety 2010 až 2015 sem bylo navezeno přibližně 1 mil. m³ materiálu (mimo jiné stavební suti z pražské Letné, Letňan a Vysočan), který postupně vytvořil padesát metrů vysoký pahorek.
Skládka velmi negativně ovlivnila okolní prostředí: v bezprostřední blízkosti severního úpatí haldy se nachází zahrádkářská kolonie, kterou hora zastínila. Místními byla dlouhodobě kritizována zejména nestabilita haldy s rizikem sesuvů (povolený sklon svahů 30 stupňů byl překročen), ukládání nepovoleného materiálu (měl se skládkovat pouze inertní materiál do 20 cm, reálně zde byly ukládány podstatně větší kusy materiálu, které se zvlášť po dešti řítily ze stěn, a další nepovolené odpady jako plasty či pneumatiky), zvýšená prašnost, znečišťování komunikací, nárůst rizika dopravních nehod v důsledku zvýšeného provozu (okolo 100 nákladních aut denně). Představovala též narušení krajinného rázu a zvýšené riziko při povodních s ohledem na polohu v záplavové zóně.
Od roku 2015 byla na haldu navážena pouze ornice za účelem rekultivace skládky.
Existovaly rovněž plány na osázení pahorku stromy a jeho přeměnu v relaxační lesopark, případně sportoviště. Tyto plány nebyly realizovány a skládka byla po navezení ornice ponechána samovolnému vývoji.

## Kontroverze okolo haldy

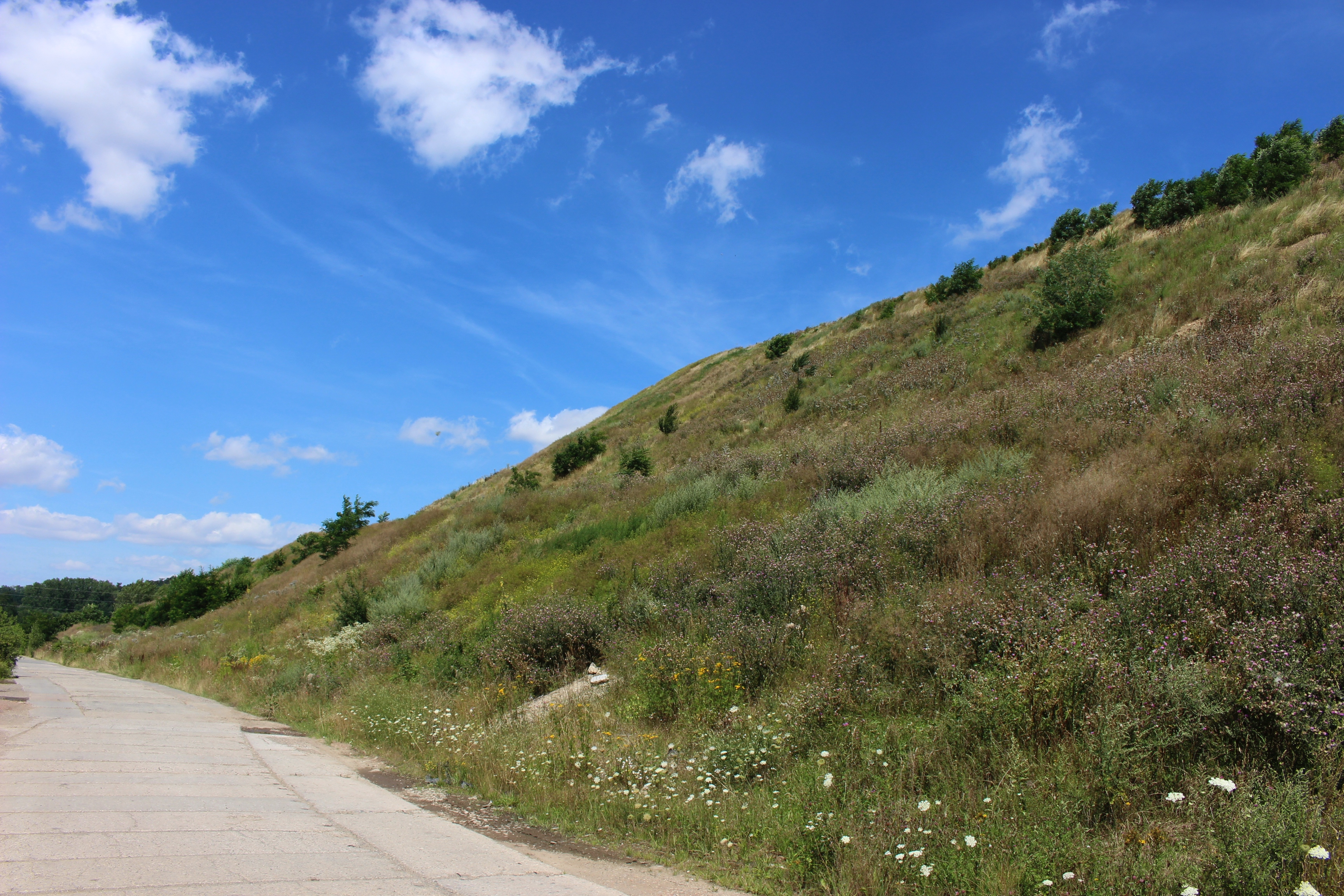
Úpatí haldy

Původně měla být v místě navážka jen do výše okolního terénu. Veltruský stavební úřad ale později vydal dodatečné stavební povolení, které umožnilo zcela legální vznik skládky ve stávající podobě. Stavební úřad tehdy nevzal v potaz připomínky kralupského Městského úřadu, podle kterého mimo jiné navážka měla mít negativní vliv na rozliv vody při povodních.
Krajský úřad sice připustil, že povolení mohlo být vydáno v rozporu se zákonem, ale protože by došlo k příliš velké újmě jednoho z účastníků řízení, ponechal jej v platnosti. Nepomohlo ani vyjádření Ministerstva pro místní rozvoj, které dospělo k závěru, že usnesení Krajského úřadu bylo vydáno v rozporu s právními předpisy. Ministerstvo totiž své vyjádření vydalo až po uplynutí zákonem stanovené lhůty.
Zahrádkáři z osady ležící pod haldou a obyvatelé Veltrus se proti skládce snažili bojovat, ale marně. Kauza byla medializována v lokálním tisku i v České televizi. K eskalaci problémů přispěla rovněž problematická komunikace ze strany majitele pozemku pod haldou a provozovatele skládky
a také soudní spory mezi provozovatelem a městem Veltrusy.
Trvalými problémy zůstávají nestabilita strmých svahů kopce a nejistota ohledně vlivu navezeného materiálu na životní prostředí.